# Гуарино, Никола
Никола Гуарино (итал. Nicola Guarino) (родился в 1954 г. в Мессине) — итальянский учёный-компьютерщик и исследователь в области формальной онтологии информационных систем, руководитель Лаборатории прикладной онтологии (LOA), входящей в состав Итальянского национального исследовательского совета (CNR) в Тренто.

## Работа
Научные интересы Гуарино лежат в области искусственного интеллекта, преимущественно в области представления знаний. Он может быть наиболее известен в сообществе компьютерных наук благодаря разработке OntoClean, первой методологии формального онтологического анализа, вместе со своим коллегой Крисом Уэлти.

### Представление знаний
Он, возможно, является одним из основателей области онтологии в компьютерных науках, но, несомненно, одним из самых откровенных её сторонников. В то время как большинство исследователей ИИ и КР сосредоточились на алгоритмах рассуждений и семантике языков представления и считали фактическое знание, выраженное на этих языках и основанное на этих алгоритмах, неважным (просто примеры), Гуарино возглавил встречное движение по изучению того, как знания должны быть выражены. Боевой клич этого движения, несомненно, исходил из известного «Манифеста наивной физики» Патрика Дж. Хейса.

### Системы, основанные на знаниях
Работа Гуарино в начале 1990-х начала обретать форму, когда он применил свой инженерный опыт, чтобы понять, как строятся системы, основанные на знаниях, и, что наиболее важно, как эти знания приобретаются. Он был знаком на ранних семинарах по приобретению знаний, где он был известен тем, что указывал на себя и говорил: «Я не класс!» Это замечание относится к тому, что Гуарино считает важным и фундаментальным различием между универсалиями и частностями. Хотя некоторые системы представления позволяют классам быть экземплярами других классов, и в определённых контекстах это имеет смысл, есть некоторые экземпляры, которые никогда не могут быть классами (это особенности).

### Конференция «Формальная онтология в информационных системах»
Его упор на формальную строгость при определении типа знания, который в конечном итоге ученые-компьютерщики назвали «онтологиями», привел его к области формальной онтологии в философии, где он начал изучать литературу по метафизике, сосредоточив внимание на работах таких известные люди, как Куайн, Стросон и особенно Саймонс.
Гуарино основал конференцию «Формальная онтология в информационных системах» в 1998 году, повторяющуюся научную конференцию, посвященную самим онтологиям, а не языкам, на которых они представлены. Он неустанно работал над продвижением исследований в области онтологии и поддержанием уровня научной строгости.

### Основные работы
1. Формальная онтология и информационные системы.
2. Онтологии и базы знаний: к терминологическому уточнению
3. Подслащивание онтологий с помощью DOLCE
4. Что такое онтология?
5. Формальная онтология, концептуальный анализ и представление знаний
6. Библиотека основополагающих онтологий Wonderweb и онтология DOLCE